# Polygala oedipus
Polygala oedipus är en jungfrulinsväxtart som beskrevs av Carlos Luis Spegazzini. Polygala oedipus ingår i släktet jungfrulinssläktet, och familjen jungfrulinsväxter. Inga underarter finns listade i Catalogue of Life.